# ブルース・ランズベリー
ブルース・ランズベリー（Bruce Lansbury, 1930年1月12日 - 2017年2月13日）は、イギリス（イングランド）のロンドン出身のテレビプロデューサー、脚本家、劇作家。
一家で渡米後、アメリカで活動しており、CBSの重役でもある。

## 人物
祖父は労働党の党首だったジョージ・ランズベリー、父は材木商のエドガー・アイザック・ランズベリー、母は貴族の血を引く女優のモイナ・マクギル。双子の兄弟に映画・テレビプロデューサーのエドガー・ランズベリー。姉に、ブルース自身がプロデューサーや脚本家で参加したテレビドラマ『ジェシカおばさんの事件簿』に主演した女優のアンジェラ・ランズベリーがいる。

## 創作（"Created by"）参加作品
- 驚異のスーパー・バイク ストリートホーク（ビデオ日本語題）/ストリートホーク（LD日本語題）（Street Hawk、1985年）

## 製作総指揮（"Executive Producer"）参加作品
- A Stranger Waits（1987年）
- The Initiation（1984年）
- Summer Girl（1983年）
- 超能力プリンス マシュー・スター（The Powers of Matthew Star、1982年）
- Roger & Harry:The Mitera Target（1977年）
- The Fantastic Journey（1977年）
- Bell, Book and Candle（1976年）

## スーパーヴァイジング・プロデューサー参加作品
- ジェシカおばさんの事件簿（1993年 - 1996年）
- バイオニック・ジェミースペシャル 甦った地上最強の美女（1987年）
- ナイトライダー（1985年 - 1986年）
- 驚異のスーパー・バイク ストリートホーク（ビデオ日本語題）/ストリートホーク（LD日本語題）（1985年）
- スペース・レイダース（パイロット版日本語題）/キャプテン・ロジャース（TV日本語題）/25世紀の宇宙戦士 バック・ロジャース（TV日本語題）（Buck Rogers in the 25th Century、1979年 - 1980年）
- 紅い旋風ワンダーウーマン（1977年 - 1979年）

## プロデューサー参加作品
- ドレス（I'm Dangerous Tonight、1990年）
- 第三次世界大戦（1982年）
- バンジョー・ハケット（Banjo Hackett:Roamin' Free、1976年）
- スパイ大作戦（1969年 - 1972年）
- 大脱出（Escape、1971年）
- サブマリンジャック 史上最大原子力潜水艦乗っ取り（Assault on the Wayne、1971年）
- 沈黙のガンマン（The Silent Gun、1969年）
- 0088/ワイルド・ウエスト（The Wild Wild West、1965年）

## 脚本参加作品
- ジェシカおばさんの事件簿 遺言に隠された謎（2003年）
- ジェシカおばさんの事件簿（1991年 - 1996年）
- 怪人スワンプシング（Swamp Thing、1992年）
- ドレス（I'm Dangerous Tonight、1990年）
- ゾロ（Zorro、1990年）
- 驚異のスーパー・バイク ストリートホーク（ビデオ日本語題）/ストリートホーク（LD日本語題）（1985年）
- ナイトライダー（1982年）

## ストーリー担当参加作品
- バイオニック・ジェミースペシャル 甦った地上最強の美女（1987年）
- A Stranger Waits（1987年）